# جامعة أركنسو للعلوم الطبية
جامعة أركنسو للعلوم الطبية (بالإنجليزية: University of Arkansas for Medical Sciences)‏ هي إحدى الكليات لتدريس الطب في الولايات المتحدة الأمريكية. تقع في مدينة ليتل روك في ولاية أركنساس الأمريكية. نوع الشهادة الطبية التي يتم تحصيلها هناك هي دكتور في الطب.